# Robin Kenyatta
Robin Kenyatta (* 6. März 1942 in Moncks Corner, South Carolina als Robert Prince Haynes; † 26. Oktober 2004 in Lausanne) war ein US-amerikanischer Altsaxophonist und Flötist.

## Leben
Kenyatta wuchs in New York auf. Seine Musik war von Charlie Parker, John Coltrane und Ben Webster inspiriert, seine Tongebung ähnelt der von Gato Barbieri. Zunächst war er in Kontakt mit Avantgardemusikern wie Bill Dixon, Roswell Rudd und Alan Silva, spielte mit dem Jazz Composer’s Orchestra, aber auch mit dem Bop-beeinflussten Sonny Stitt. 1969 ging er das erste Mal nach Europa, weil er sich dort besser als in den USA verwirklichen konnte, zunächst für drei Jahre nach Paris. Seit Mitte der 1970er unterrichtete er an der École de Jazz Musique Actuelle in Lausanne, bevor er dort die Hello Jazz Musik School gründete.
1970 spielte er The Girl from Martinique mit Wolfgang Dauner, Arild Andersen und Fred Braceful ein, die sich von seinen kurz darauf aufgenommenen, kommerziell weit erfolgreicheren amerikanischen Platten deutlich unterscheidet; später arbeitete er mit Größen wie Dizzy Gillespie, B. B. King, Dr. John oder George Benson zusammen, spielte auf dem Montreux Jazz Festival, ging aber auch mit eigenen Gruppen auf Europatournee. Seit 2002 war Kenyatta wieder zurück in den USA, wo er am Bentley College in Waltham tätig war.
Kenyatta war im Oktober 2004 für einen Auftritt in die Schweiz gekommen, starb dort jedoch vorher.